# Руссин, Юрий Сергеевич
 Юрий Сергеевич Руссин (23 февраля 1919 года — 1997 год) — контр-адмирал, подводник, деятель советского ВМФ, участник Великой Отечественной войны, защитник Ленинграда.

## Биография
Родился 23 февраля 1919 года в городе Новороссийск Краснодарского края. Окончив в 1940-м году Высшее военно-морское училище им. М. В. Фрунзе, занял должность командира штурманской боевой части на подводной лодке М-62, Балтийский флот. С 1942 года перешел служить в том же звании на подводную лодку М-90.
По окончании Великой Отечественной войны продолжил службу в качестве командира подводными судами, занимал должность руководителя штаба команды строящихся субмарин на базе Каспийской военной флотилии. Позднее руководил штабом группы подводных судов Камчатской военной флотилии на Тихоокеанском флоте. В 1957 году закончил обучение в Военно-морской академии им. К. Е. Ворошилова. В течение 10 лет с 1968 по 1978 год управлял заведовал кафедрой управления кораблем Высших специальных офицерских классов Военно-Морского Флота.
Был уволен в запас в 1978 году. Скончался в Санкт-Петербурге в 1997 и был похоронен на Серафимовском кладбище.

## Награды
- Орден Красной Звезды[3]
- Орден Красного Знамени[4]
- Орден Отечественной войны I степени
- Медаль: «За оборону Ленинграда»

## Память
- Музей «Балтийские малютки» имени контр-адмирала Ю. С. Руссина в школе № 364 (Санкт-Петербург). Открыт в 1995 г.